# Léonard Kasanda
Léonard Kasanda Lumembu (ur. 12 kwietnia 1936 w Mikalayi) – duchowny rzymskokatolicki z Demokratycznej Republiki Konga, w latach 1998-2014 biskup Luiza.

## Życiorys
Święcenia kapłańskie przyjął 2 sierpnia 1964. 3 kwietnia 1998 został prekonizowany biskupem Luiza. Sakrę biskupią otrzymał 26 lipca 1998. 3 stycznia 2014 przeszedł na emeryturę.